# Орто-конденсована поліциклічна сполука

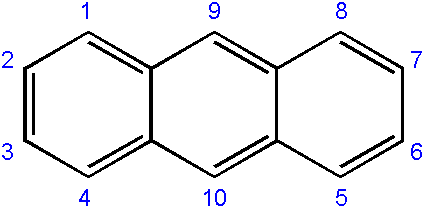
Структурна формула антрацену.

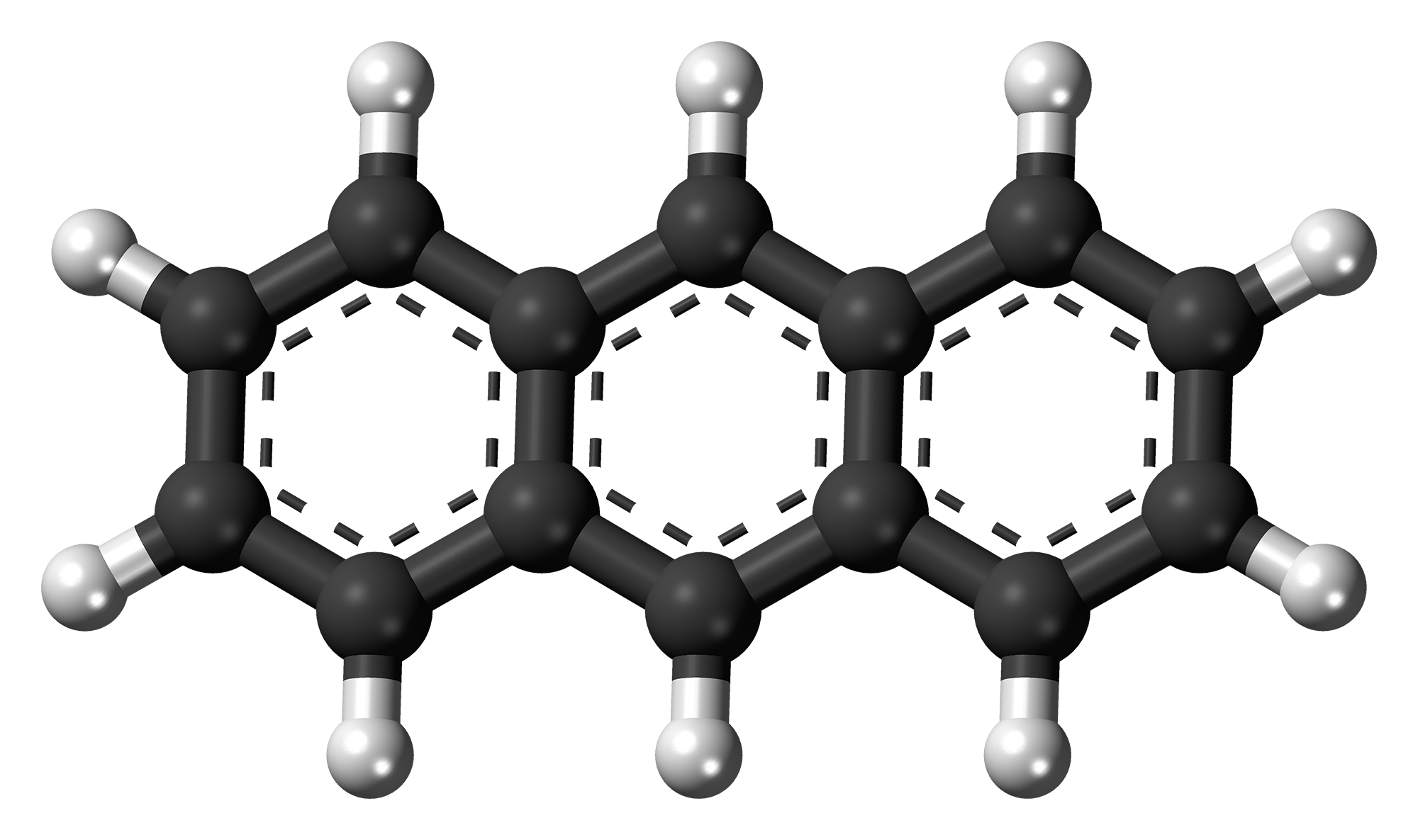
Антрацен.

О́рто-конденсо́вана поліциклі́чна сполу́ка (рос. орто-конденсированное полициклическое соединение, англ. ortho-fused polycyclic compound) — поліциклічна  сполука, в якій два кільця мають тільки два спільних атоми і одну спільну сторону, а в цілому хімічна сполука може мати n спільних сторін і 2n спільних атомів. Наприклад, антрацен.